# Tripusz
A tripusz (latinul: tripūs, ógörögül: τρίπους) háromlábú edényt, illetve olyan háromlábú állványt jelent a klasszikus antikvitásban, melyre edényeket lehet helyezni. A kifejezés mind ógörög, mind latin formájában szó szerint azt jelenti, hogy "három láb". Számos ókori tripusz maradt ránk, mivel konyhai használati eszköz, kedvelt fogadalmi ajándék, egyfajta oltár, valamint költői és atlétikai versenyek díja volt.

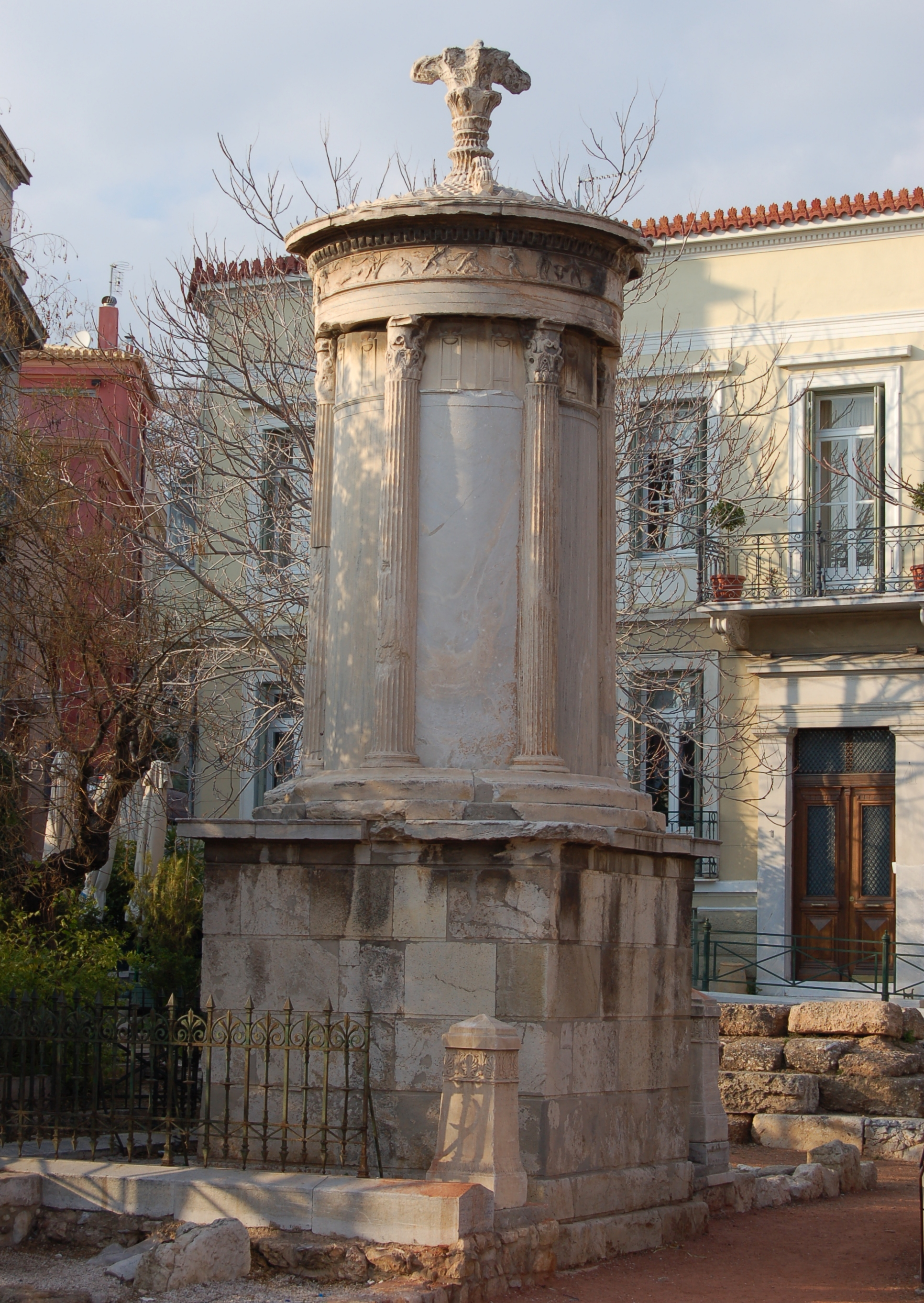
Lysikratés khorégos Kr.e. 335-ös diadalát megörökítő emlékmű, csúcsán a tripusszal, az athéni tripuszok utcájából

## Eredete
Már Homérosz is beszámolt róla, hogy egyes atlétikai versenyeken a győztesek díjai között szerepelt tripusz. Mégis, az ókorban a legismertebb tripusznak, és egyben az összes többi archetípusának a delphoi jósdában használt tripuszt tartották. Ennek történetéről Diodóros ókori történetíró az alábbi módon számol be: egyszer egy kecskepásztor arra lett figyelmes, hogy állatai önkívületi állapotba (enthusiasmos) kerültek, mikor egy Delphoi közelében lévő hasadék mellett legeltek. Az ott lakók maguk is hasonló állapotba kerültek a kecskék kimentése során, és úgy találták, hogy valamilyen kapcsolatba kerültek az istenséggel a hasadék közelében.
Miután azonban többen beleestek a hasadékba az enthusiasmostól, és valamennyien eltűntek, a környék lakói úgy gondolták, hogy annak érdekében, hogy senki se kerüljön veszélybe, egyetlen jósnőt (prophétis) jelölnek ki, és általa történik majd a jóslás. Számára egy olyan alkalmatosságot készítettek, amelyre felszállva biztonságosan keríthette hatalmába az enthusiasmos, és nyugodtan jósolhatott. Ennek három lába volt, ezért tripusnak nevezték. Szinte teljesen ennek utánzatai a mai napig is használatos bronz tripusok.

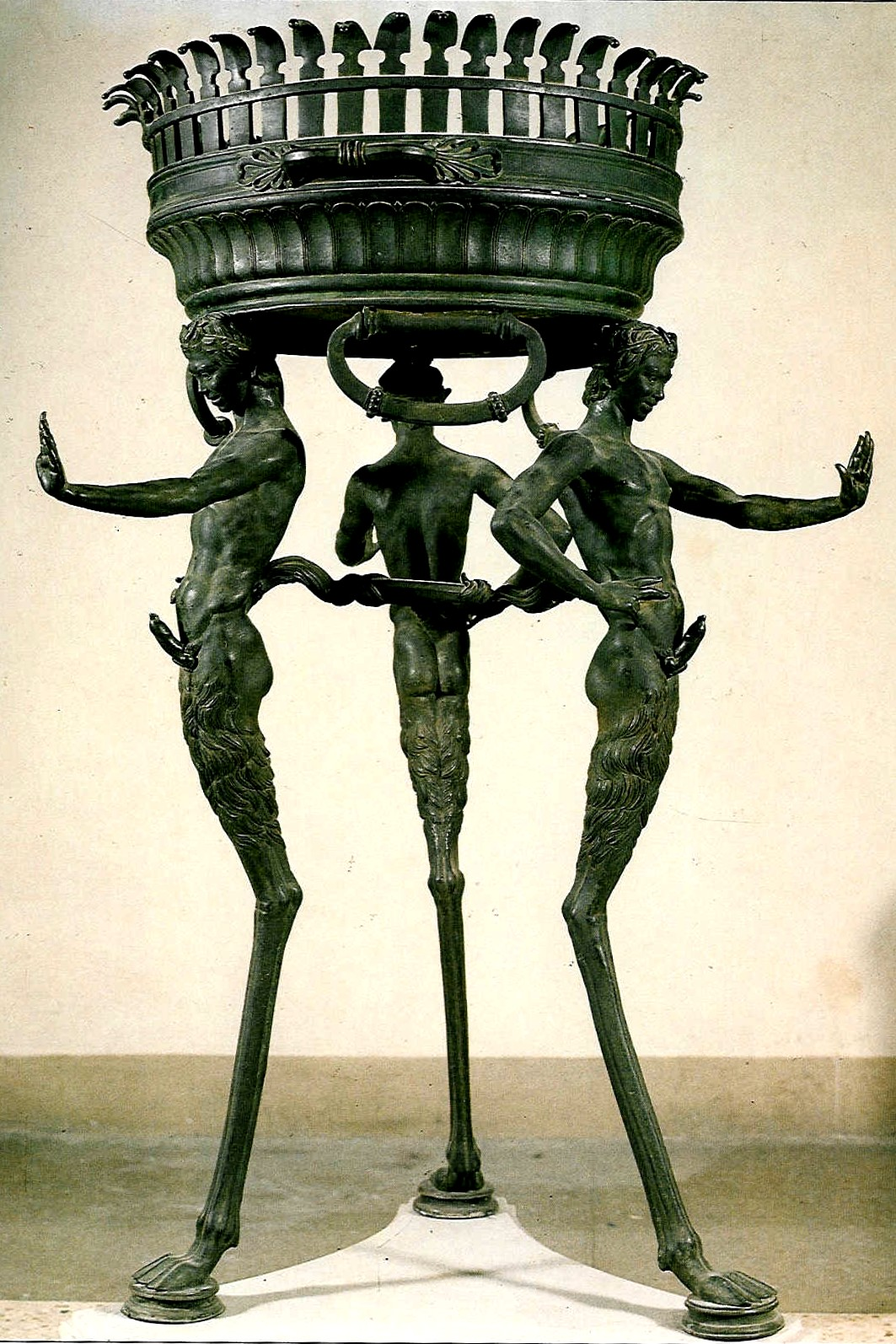
Tripusz Pompeiből

A mítosz további magyarázatai eltérnek abban, hogy a papnő min foglalt helyet: egyes vélemények szerint egy, a köldökre emlékeztető kövön (holmos) ült, mások szerint babérágakon.

## Egyéb ismertebb tripusok
Az egyik legismertebb fogadalmi tripusz a 479-es plataiai csatában a perzsákkal vívott harcban elesett görög hősök emlékére állított tripusz volt. Az ókori leírások szerint ez egy három kígyó összefonódó testén nyugvó áldozati edényt tartott. Az áldozati edényt a phókisziak vitték el a harmadik szent háború során (Kr. e. 356-346). Az eredeti emlékmű talapzatát pedig I. Constantinus Kr. u. 324-ben Konstantinápolyba vitette, ahol ma is látható a három kígyó testéből összefonódó oszlop a Hippodromban.
Az athéni Dionysia ünnepén a győztes kórust vezető karvezető (khorégos)- aki valójában csak a kórust finanszírozta - győzelme jeléül koronát és tripuszt kapott. Az így elnyert tripuszokat aztán vagy egy istenségnek ajánlotta föl a győztes, vagy márvány talapzatot készíttetett és elhelyezte rajta a tripuszát az athéni Dionüszosz színházba vezető ún. tripuszok utcáján.
A Magyarország területén talált leghíresebb tripusz a Seuso-kincs része, az ún. polgárdi tripusz. 1878-ban Polgárdi község mellett a  Kőszár-hegy  délkeleti  lejtőjén,  egy  szilvafa  kivágása közben a szőlőben, a fa gyökerei közül egy mindmáig páratlan régészeti lelet, egy  ezüstből készült összecsukható állvány töredékei kerültek elő. Habár a leletnek a  megtalálásakor valóban csak három lába volt, egyes kutatók a legújabb vizsgálatok alapján azonban arra a következtetésre jutottak, hogy eredetileg nem háromlábú, hanem inkább négylábú, azaz quadripus állvány volt.

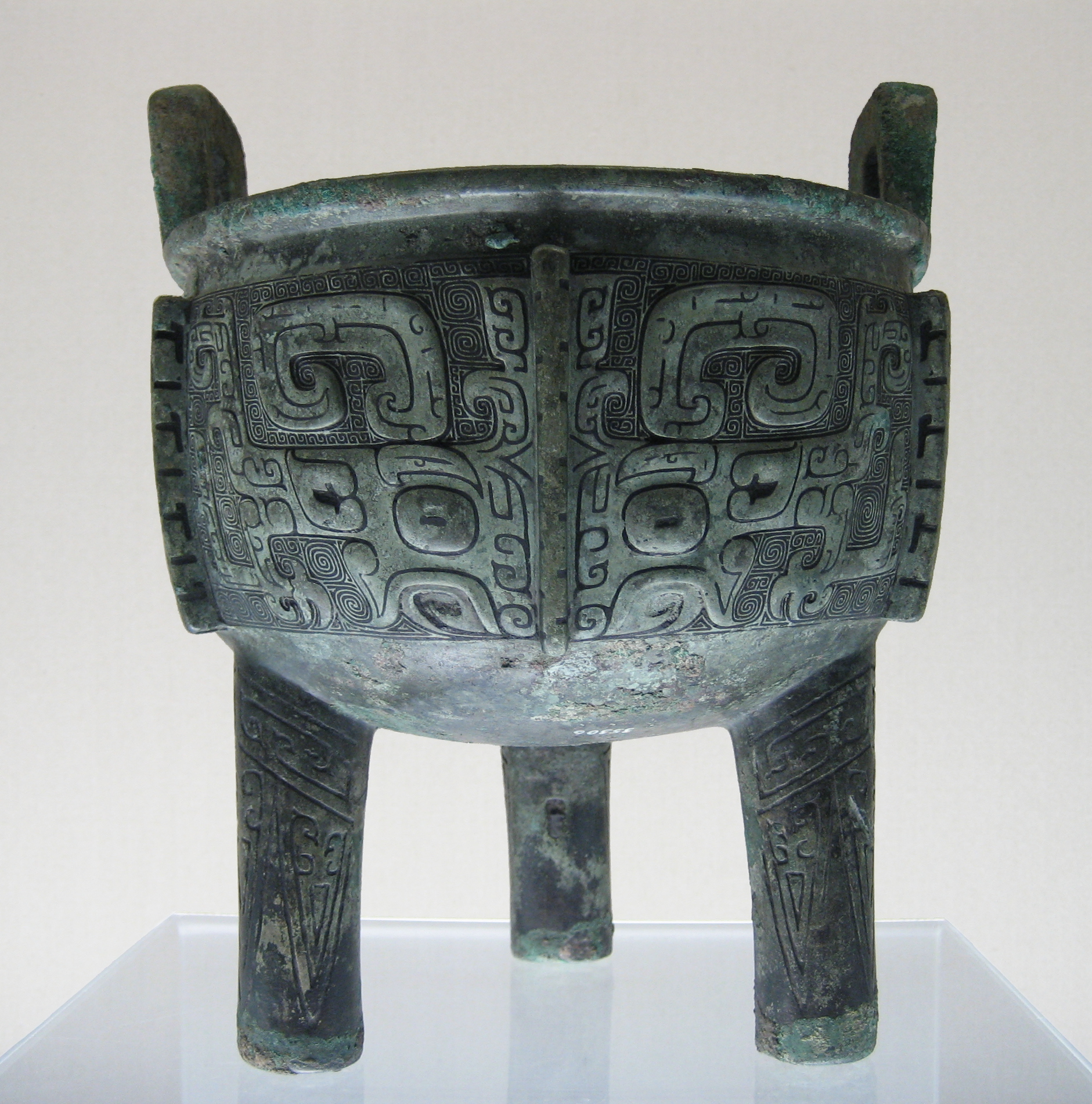
Áldozati háromlábú oltár (ding) a kései Shang-dinasztia korából

Tripuszhoz hasonló, elsősorban áldozati oltárként funkcionáló állványokat találtak Kínában, Szibériában és Mezopotámiában is